# 努達爾
努達爾（挪威語：Norddal）是挪威已撤銷的市镇，曾位於默勒-魯姆斯達爾郡。該市镇存在於1838年至2020年間。